# Saint-Cyprien (Lot)
Saint-Cyprien korábbi község Franciaországban, Lot megyében. Lakosainak száma 255 fő (2018. január 1.). Saint-Cyprien Sauveterre, Lascabanes, Montcuq-en-Quercy-Blanc, Sainte-Alauzie, Saint-Laurent-Lolmie és Montcuq községekkel határos.
2018. január 1-jén Saint-Laurent-Lolmie és Lascabanes korábbi községgel egyesült és az így létrejött Lendou-en-Quercy új község része lett.

## Népesség
A település népessége az elmúlt években az alábbi módon változott:
| Lakosok száma | 287  | 267  | 658  | 259  | 255  |
|               | 2013 | 2015 | 2016 | 2017 | 2018 |